# Henry Nyandoro
Henry Nyandoro (ur. 20 października 1969 w Kisii – zm. 28 sierpnia 1998) – kenijski piłkarz grający na pozycji pomocnika. W swojej karierze rozegrał 3 mecze w reprezentacji Kenii.

## Kariera klubowa
Swoją karierę piłkarską Nyandoro rozpoczął w klubie AFC Leopards. W 1987 roku zadebiutował w jego barwach w kenijskiej pierwszej lidze. W sezonach 1988 i 1989 wywalczył z nim dwa mistrzostwa Kenii. W 1990 roku odszedł do klubu Shabana FC. W 1996 roku zakończył w nim swoją karierę.

## Kariera reprezentacyjna
W reprezentacji Kenii Nyandoro zadebiutował 2 lutego 1990 roku w wygranym 3:2 towarzyskim meczu z Indonezją, rozegranym w Bangkoku. W tym samym roku był w kadrze Kenii na Puchar Narodów Afryki 1990, jednak nie wystąpił w nim ani razu. W 1992 roku został powołany do kadry na Puchar Narodów Afryki 1992. Zagrał w nim w jednym meczu grupowym, z Nigerią (1:2). Od 1990 do 1992 wystąpił w kadrze narodowej 3 razy.